# Chalchicomula de Sesma
Chalchicomula de Sesma és un municipi de l'estat de Puebla. Ciudad Serdán és el cap de municipi i principal centre de població d'aquesta municipalitat. Aquest municipi és a la part sud de l'estat de Puebla. Limita al nord amb Tlachichuca, al sud amb Atzitzintla, a l'oest amb San Juan Atenco i a l'est amb Quecholac.